# Oclusiva alveolar surda
As plosivas (ou oclusiva) alveolares surdas são tipos de sons consonantais usados em quase todas as línguas faladas. O símbolo no Alfabeto Fonético Internacional que representa as plosivas alveolares e pós-alveolar surdas é ⟨t⟩, e o símbolo X-SAMPA equivalente é t. A plosiva dental surda pode ser distinguida com o diacrítico underbridge, ⟨t̪⟩ e o pós-alveolar com uma linha de retração, ⟨t̠⟩, e as extensões para o IPA têm um diacrítico de sublinhado duplo que pode ser usado para especificar explicitamente uma pronúncia alveolar, ⟨t͇⟩.
O som [t] é um som muito comum entre línguas; os fonemas consonantais mais comuns das línguas do mundo são [t], [k] e [p]. A maioria dos idiomas tem pelo menos um [t] simples e alguns distinguem mais de uma variedade. Algumas línguas sem um [t] são havaiano (exceto Niʻihau; o havaiano usa uma plosiva velar muda [k] para empréstimos com [t]), samoano coloquial (que também não tem um [n]), abau e Nǁng da África do Sul.
Existem apenas algumas línguas que distinguem as paradas dentárias e alveolares, sendo Kota, Toda e Venda algumas delas.

## Características
- Sua forma de articulação é oclusiva, ou seja, produzida pela obstrução do fluxo de ar no trato vocal.

- Como a consoante também é oral, sem saída nasal, o fluxo de ar é totalmente bloqueado e a consoante é uma plosiva.
- É uma consoante alveolar, o que significa que é articulado com a ponta ou a lâmina da língua na crista alveolar, denominada respectivamente apical e laminal.
- Sua fonação é surda, o que significa que é produzida sem vibrações das cordas vocais. Em alguns idiomas, as cordas vocais estão ativamente separadas, por isso é sempre sem voz; em outras, as cordas são frouxas, de modo que pode assumir a abertura de sons adjacentes.
- É uma consoante oral, o que significa que o ar só pode escapar pela boca.
- O mecanismo da corrente de ar é pulmonar, o que significa que é articulado empurrando o ar apenas com os pulmões e o diafragma, como na maioria dos sons.

## Variedades
| AFI | Descrição               |
| --- | ----------------------- |
| t   | T normal                |
| t̪   | T dental                |
| tʰ  | T aspirado              |
| tʲ  | T palatalizado          |
| tʷ  | T labializado           |
| t̚   | T sem liberação audível |
| t̬   | T expresso              |
| t͈   | T tenso                 |
| tʼ  | T ejetivo               |

## Ocorrência

### Dental ou denti-alveolar
| Línguas             | Línguas             | Palavras             | AFI                  | Significado             | Notas                                                                                           |
| ------------------- | ------------------- | -------------------- | -------------------- | ----------------------- | ----------------------------------------------------------------------------------------------- |
| Aleúte              | Aleúte              | tiistax̂              | [t̪iːstaχ]            | Massa                   | Laminal denti-alveolar.                                                                         |
| Armênio             | Oriental            | տուն                 | [t̪'un]ⓘ              | Casa                    | Laminal denti-alveolar.                                                                         |
| Assírio neoaramaico | Assírio neoaramaico | [t̪lɑ]                | [t̪lɑ]                | Três                    |                                                                                                 |
| Basquir             | Basquir             | дүрт / dürt          | [dʏʷrt]ⓘ             | Quatro                  | Laminal denti-alveolar                                                                          |
| Bielorrusso         | Bielorrusso         | стагоддзе            | [s̪t̪äˈɣod̪d̪͡z̪ʲe]        | Século                  | Laminal denti-alveolar.                                                                         |
| Basco               | Basco               | toki                 | [t̪oki]               | Lugar                   | Laminal denti-alveolar.                                                                         |
| Bengali             | Bengali             | তুমি                   | [t̪umi]               | Você                    | Laminal denti-alveolar. Contrasta com forma aspirada.                                           |
| Catalão             | Catalão             | tothom               | [t̪uˈt̪ɔm]             | Todo mundo              | Laminal denti-alveolar.                                                                         |
| Chinês              | Hacá                | 他 ta3               | [t̪ʰa˧]               | Ele                     | Laminal denti-alveolar. Contrasta com forma não-aspirada.                                       |
| Tchuvache           | Tchuvache           | ут                   | [ut]                 | Cavalo                  |                                                                                                 |
| Dinka               | Dinka               | mɛth                 | [mɛ̀t̪]                | Criança                 | Laminal denti-alveolar, contrasta com alveolar /t/.                                             |
| Holandês            | Belga               | taal                 | [t̪aːl̪]               | Língua                  | Laminal denti-alveolar.                                                                         |
| Inglês              | Dublin              | thin                 | [t̪ʰɪn]               | Fino                    | Laminal denti-alveolar, corresponde a [θ] em outros dialetos; em Dublin pode ser [t͡θ] no lugar. |
| Inglês              | Indian              | thin                 | [t̪ʰɪn]               | Fino                    | Laminal denti-alveolar, corresponde a [θ] em outros dialetos; em Dublin pode ser [t͡θ] no lugar. |
| Inglês              | Sul da Irlanda      | thin                 | [t̪ʰɪn]               | Fino                    | Laminal denti-alveolar, corresponde a [θ] em outros dialetos; em Dublin pode ser [t͡θ] no lugar. |
| Inglês              | Ulster              | train                | [t̪ɹeːn]              | Trem                    | Laminal denti-alveolar. Alofone de /t/ antes de /r/, com variação livre com a parada alveolar.  |
| Esperanto           | Esperanto           | Esperanto            | [espeˈran̪t̪o]         | Quem tem esperança      |                                                                                                 |
| Finlandês           | Finlandês           | tutti                | [ˈt̪ut̪ːi]             | Pacificador             | Laminal denti-alveolar.                                                                         |
| Francês             | Francês             | tordu                | [t̪ɔʁd̪y]              | Torto                   | Laminal denti-alveolar.                                                                         |
| Hindustâni          | Hindustâni          | तीन / تین             | [t̪iːn]               | Três                    | Laminal denti-alveolar. Contrasta com forma aspirada.                                           |
| Indonésio           | Indonésio           | tabir                | [t̪abir]              | Cortina                 | Laminal denti-alveolar.                                                                         |
| Italiano            | Italiano            | tale                 | [ˈt̪ale]              | Tal                     | Laminal denti-alveolar.                                                                         |
| Japonês             | Japonês             | 特別/tokubetsu       | [t̪o̞kɯ̟ᵝbe̞t͡sɨᵝ]        | Especial                | Laminal denti-alveolar.                                                                         |
| Cassúbio            | Cassúbio            | [exemplo necessário] | [exemplo necessário] | [exemplo necessário]    | Laminal denti-alveolar.                                                                         |
| Quirguiz            | Quirguiz            | туз                  | [t̪us̪]                | Sal                     | Laminal denti-alveolar.                                                                         |
| Letão               | Letão               | tabula               | [ˈt̪äbulä]            | Mesa                    | Laminal denti-alveolar.                                                                         |
| Mapudungun          | Mapudungun          | füṯa                 | [ˈfɘt̪ɜ]              | Marido                  | Interdental.                                                                                    |
| Marata              | Marata              | तबला                  | [t̪əbˈlaː]            | Tabla                   | Laminal denti-alveolar. Contrasta com forma aspirada.                                           |
| Nepali              | Nepali              | ताली                   | [t̪äli]               | Batida de palmas        | Contrasta com forma aspirada.                                                                   |
| Nunggubuyu          | Nunggubuyu          | darag                | [t̪aɾaɡ]              | Bigodes                 | Laminal denti-alveolar.                                                                         |
| Oriá                | Oriá                | ତାରା/tara              | [t̪ärä]               | Estrela                 | Laminal denti-alveolar. Contrasta com forma aspirada.                                           |
| Pazeh               | Pazeh               | [mut̪apɛt̪aˈpɛh]       | [mut̪apɛt̪aˈpɛh]       | Continue batendo palmas | Dental.                                                                                         |
| Polonês             | Polonês             | tom                  | [t̪ɔm]ⓘ               | Volume                  | Laminal denti-alveolar.                                                                         |
| Português           | Muitos dialetos     | montanha             | [mõˈt̪ɐj̃ɐ]            | Montanha                | Laminal denti-alveolar.                                                                         |
| Punjabi             | Punjabi             | ਤੇਲ / تیل             | [t̪eːl]               | Petróleo                | Laminal denti-alveolar.                                                                         |
| Russo               | Russo               | толстый              | [ˈt̪ʷo̞ɫ̪s̪t̪ɨ̞j]          | Gordo                   | Laminal denti-alveolar.                                                                         |
| Gaélico escocês     | Gaélico escocês     | taigh                | [t̪ʰɤj]               | Casa                    |                                                                                                 |
| Servo-croata        | Servo-croata        | туга / tuga          | [t̪ǔːgä]              | Lamento                 | Laminal denti-alveolar.                                                                         |
| Esloveno            | Esloveno            | tip                  | [t̪íːp]               | Tipo                    | Laminal denti-alveolar.                                                                         |
| Espanhol            | Espanhol            | tango                | [ˈt̪aŋɡo̞]             | Tango                   | Laminal denti-alveolar.                                                                         |
| Sueco               | Sueco               | tåg                  | [ˈt̪ʰoːɡ]             | Três                    | Laminal denti-alveolar.                                                                         |
| Temne               | Temne               | [exemplo necessário] |                      | –                       | Dental.                                                                                         |
| Turco               | Turco               | at                   | [ät̪]                 | Cavalo                  | Laminal denti-alveolar.                                                                         |
| Ucraniano           | Ucraniano           | брат                 | [brɑt̪]               | Irmão                   | Laminal denti-alveolar.                                                                         |
| Usbeque             | Usbeque             | [exemplo necessário] | –                    |                         | Laminal denti-alveolar. Pouco aspirada depois de vogais.                                        |
| Vietnamita          | Vietnamita          | tuần                 | [t̪wən˨˩]             | Semana                  | Laminal denti-alveolar. Contrasta com forma aspirada.                                           |
| Zapoteco            | Tilquiapano         | tant                 | [t̪ant̪]               | Tão                     | Laminal denti-alveolar.                                                                         |

### Alveolar
| Língua              | Língua                 | Palavra       | AFI                                                                   | Significado       | Notas |
| ------------------- | ---------------------- | ------------- | --------------------------------------------------------------------- | ----------------- | --- |
| Adigue              | Adigue                 | тфы           | [tfə]ⓘ                                                                | Cinco             | |
| Árabe               | Egípcio                | توكة‎ tōka     | [ˈtoːkæ]                                                              | Barrete           | |
| Assírio neoaramaico | Assírio neoaramaico    | ܒܬ            | [bet̪a]                                                                | Casa              | Maioria dos falantes. Nos dialetos Tyari, Barwari e neoaramaico caldeano [θ] é usado.                                                                                 |
| Bengali             | Bengali                | টাকা            | [t̠aka]                                                                | Taka              | Verdadeiro alveolar em dialetos orientais, apical pós-alveolar nos ocidentais. Normalmente transcrito como [ʈ].                                                       |
| Tcheco              | Tcheco                 | toto          | [ˈtoto]                                                               | Isso              | |
| Dinamarquês         | Padrão                 | dåse          | [ˈtɔ̽ːsə]                                                              | Pode              | Normalmente transcrito como [d̥] ou [d]. Contrasta com o africado [t͡s] ou a parada aspirada [tʰ] (dependendo do dialeto), que são transcritos no AFI como [tˢ] ou [t]. |
| Holandês            | Holandês               | taal          | [taːɫ]                                                                | Língua            | |
| Inglês              | A maioria dos falantes | tick          | O ficheiro de áudio "tick-pronunciation-audio.ogg" não foi encontrado | Carraça           | |
| Inglês              | Nova Iorque            | tick          | O ficheiro de áudio "tick-pronunciation-audio.ogg" não foi encontrado | Carraça           | Varia entre apical e laminal, com o último sendo o predominante. |
| Finlandês           | Finlandês              | parta         | [ˈpɑrtɑ]                                                              | Barba             | Alofone da oclusiva dental surda. |
| Hebraico            | Hebraico               | תמונה         | [tmuˈna]                                                              | Imagem            | |
| Húngaro             | Húngaro                | tutaj         | [ˈtutɒj]                                                              | Jangada           | |
| Cabardiano          | Cabardiano             | тхуы          | [txʷə]ⓘ                                                               | Cinco             | |
| Coreano             | Coreano                | 대숲 / daesup | [tɛsup̚]                                                               | Floresta de bambu | |
| Curdo               | Do norte               | tu            | [tʰʊ]                                                                 | Você              | |
| Curdo               | Central                | تەوێڵ         | [tʰəweːɫ]                                                             | Testa             | |
| Curdo               | Do sul                 | تێوڵ          | [tʰeːwɨɫ]                                                             | Testa             | |
| Luxemburguês        | Luxemburguês           | dënn          | [tən]                                                                 | Fino              | Menos frequentemente [d]. Normalmente transcrito como /d/, e contrasta com forma surda aspirada, que normalmente é transcrito como /t/.                               |
| Malaio              | Malaio                 | tahun         | [tähʊn]                                                               | Ano               | |
| Maltês              | Maltês                 | tassew        | [tasˈsew]                                                             | Verdade           | |
| Mapudungun          | Mapudungun             | füta          | [ˈfɘtɜ]                                                               | Idoso             | |
| Nunggubuyu          | Nunggubuyu             | darawa        | [taɾawa]                                                              | Ganancioo         | |
| Nuosu               | Nuosu                  | ꄉ da         | [ta˧]                                                                 | Lugar             | Contrasta com forma aspirada e não aspirada. |
| Português           | Alguns dialetos        | troço         | [ˈtɾɔsu]                                                              | Troço             | Alofone de antes de /ɾ/. Em outros dialetos /ɾ/ toma um alofone denti-alveolar.                                                                                       |
| Tailandês           | Tailandês              | ตา ta         | [taː˧]                                                                | Olho              | Contrasta com forma aspirada. |
| Vietnamita          | Vietnamita             | ti            | [ti]                                                                  | Falha             | |
| Frísio ocidental    | Frísio ocidental       | tosk          | [ˈtosk]                                                               | Dente             | |

### Variável
| Língua    | Língua          | Palavra   | AFI      | Significado | Notas |
| --------- | --------------- | --------- | -------- | ----------- | --- |
| Árabe     | Padrão moderno  | تين‎ tīn   | [tiːn]   | Figueira    | Laminal denti-alveolar ou alveolar, dependendo do dialeto nativo do falante. |
| Inglês    | Sul-africano    | talk      | [toːk]   | Conversar   | Laminal denti-alveolar para alguns falantes, alveolar para outros. |
| Inglês    | Escocês         | talk      | [tʰɔk]   | Conversar   | Laminal denti-alveolar para alguns falantes, alveolar para outros. |
| Inglês    | Galês           | talk      | [tʰɒːk]  | Conversar   | Laminal denti-alveolar para alguns falantes, alveolar para outros. |
| Alemão    | Padrão          | Tochter   | [ˈtɔxtɐ] | Filho       | Varia entre laminal denti-alveolar, laminal alveolar e apical alveolar. |
| Grego     | Grego           | τρία tria | [ˈtɾiä]  | Três        | Varia entre dental, laminal denti-alveolar e alveolar, dependendo do ambiente. |
| Norueguês | Ocidente urbano | dans      | [t̻ɑns]   | Dança       | Varia entre laminal denti-alveolar e laminal alveolar. Normalmente transcrito como /d/. Pode ser parcialmente expresso [d̥], e contrasta com forma surda aspirada, que é normalmente transcrito como [t]. |
| Persa     | Persa           | توت       | [t̪ʰuːt̪ʰ] | Baga        | Varia entre laminal denti-alveolar e alveolar apical. |
| Eslovaco  | Eslovaco        | to        | [t̻ɔ̝]     | Aquilo      | Varia entre laminal denti-alveolar e alveolar laminal. |